# Územní limity těžby hnědého uhlí v severních Čechách

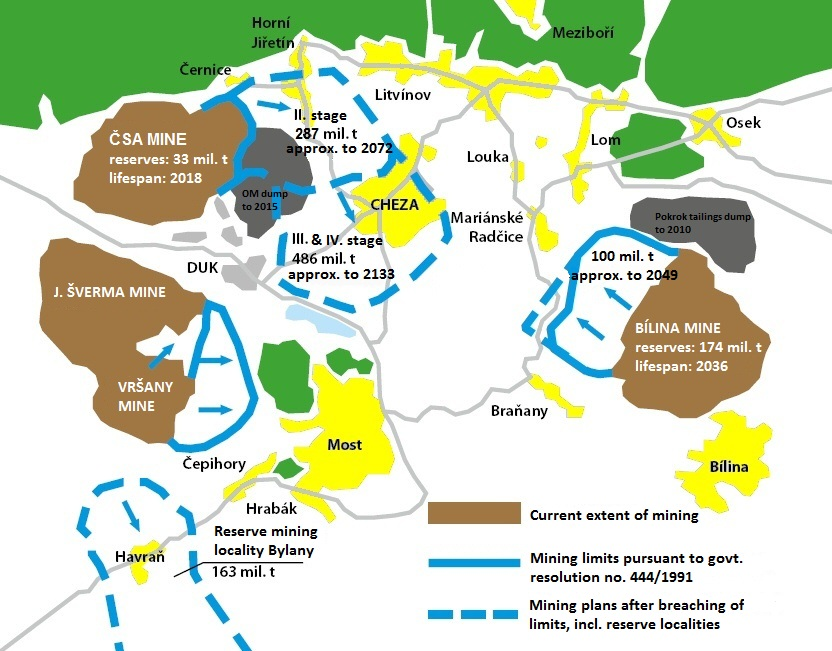
Limity těžby na Mostecku

Územní limity těžby hnědého uhlí v severních Čechách jsou závazným usnesením vlády Petra Pitharta č. 444 ze dne 30. října 1991, které bylo přijato na návrh tehdejšího ministra životního prostředí Ivana Dejmala. Definuje linie, za které nesmí postoupit těžby v jednotlivých severočeských dolech.
Usnesení vlády se týká:
- lomů Merkur, Březno a Libouš u Chomutova (nyní lom Nástup – Tušimice – provozují Severočeské doly),
- lomů Šverma a Vršany západně od Mostu (nyní Lom Vršany – provozuje Vršanská uhelná z Czech Coal Group),
- lomu ČSA mezi Litvínovem a Jirkovem (nyní provozuje Severní energetická),
- lomu Ležáky na sever od Mostu (těžba ukončena, nyní probíhají rekultivace a vzniklo tam jezero Most),
- lomu Bílina západně od Bíliny (nyní provozují Severočeské doly),
- lomu Chabařovice západně od Ústí nad Labem (těžba již ukončena, probíhá rekultivace a vzniká jezero Milada) a
- několika výsypek.

V roce 2008 druhá vláda Mirka Topolánka (ODS) toto usnesení potvrdila usnesením č. 1176/2008 s tím, že upravila linie lomu Bílina. K další úpravě limitů na lomu Bílina došlo v roce 2015 usnesením vlády 827/2015, kdy došlo k dalšímu posunutí linií ve prospěch budoucí těžby, v některých místech poblíž obce Braňany došlo k zmenšení prostoru lomu.
Hlavním důvodem stanovení limitů byla ochrana životního prostředí a krajiny v oblasti severních Čech. Limity slouží jako vládní záruka severočeským obcím, že se nadále nebude zhoršovat jejich prostředí a že mají dlouhodobou perspektivu své existence, mají chránit i zbytky přírody i dopravní a technické infrastruktury severočeské hnědouhelné pánve. Prakticky od začátku 21. století probíhají z různých stran stále se opakující pokusy o revizi usnesení vlády z roku 1992 a prolomení limitů stanovených tímto usnesením.

## Důvody ke stanovení limitů těžby
Během 20. století bylo v oblasti mezi Kadaní až po Ústí nad Labem – v tzv. pánevních okresech – zdevastováno těžbou území o rozloze 1 100 km². Příčinou bylo dobývání hnědého uhlí, jež bylo spáleno v mnohých tepelných elektrárnách, teplárnách a továrnách. V 70. a 80. letech 20. století nabyla těžba masových měřítek – kvůli rozšiřování dolů bylo zlikvidováno celkem 106 obcí včetně 650 let starého historického města Most; jejich obyvatelé byli přesídleni do tehdy masivně budovaných panelových sídlišť. Poslední zbouranou obcí byly Libkovice, o jejichž zbourání bylo rozhodnuto v roce 1988. Těžba na katastru obce nakonec nebyla realizována.
Nekvalitní technologie pro masové spalování hnědého uhlí vedly k prudkému nárůstu obsahu škodlivého oxidu siřičitého a prachových částic ve vzduchu. To se projevilo zvýšenou nemocností jak dětí, tak dospělých. Vysoký byl výskyt onemocnění dýchacích cest, ledvin, alergických, kožních a duševních. Ve srovnání s průměrem České republiky se v této oblasti rodil výrazně větší počet nezralých dětí, byl vyšší výskyt vrozených vývojových vad, prenatální, novorozenecká i kojenecká úmrtnost byly rovněž vyšší. Při vývoji dětí docházelo k opožďování kostního věku za věkem kalendářním, také hodnoty dýchacích funkcí byly nižší, byly zjišťovány poruchy v krevním obraze. U dospělých byl výrazně vyšší výskyt zhoubných nádorů u obou pohlaví. Celková úmrtnost u mužů i žen byla vyšší než v České republice díky aterosklerotickým onemocněním srdce a cév a zhoubným nádorům. Střední délka života byla oproti České republice zkrácena o jeden až dva roky.
Bezohledné drancování krajiny v 70. a 80. letech 20. století mělo také velmi nepříznivý vliv na obyvatele tzv. pánevních okresů také v sociální oblasti. V kraji byl v 90. letech 20. století, ve srovnání s průměrem České republiky, například podstatně vyšší podíl pracovníků dělnických profesí oproti zastoupení pracovníků v zemědělském sektoru; vyšší byl i podíl fyzické práce ve výrobě a mimo ni. Pro kraj byla charakteristická také nižší vzdělanostní úroveň obyvatelstva a nedostatek některých kategorií odborníků. Byl zde dlouhodobě přetrvávající nedostatek vysokoškolsky a středoškolsky vzdělaných odborníků a nízká vzdělanostní mobilita směrem k vyšším vzdělanostním skupinám. Důsledkem těchto nedostatků byly i problémy s využíváním stávajícího vzdělanostního potenciálu z důvodů rozdílů mezi předepsanou kvalifikací mnohých pracovních míst a jejich skutečným obsazením, a také stagnace mnohých oborů nevýrobní sféry (školství, zdravotnictví, kultura, věda a výzkum). V kraji byla velmi nízká prostorová stabilita obyvatelstva. Za základní příčinu tohoto stavu byla označena dlouhodobá orientace na rozvoj palivoenergetického systému, která byla realizována především extenzivní cestou a prováděna pomocí řady zcela neadekvátních opatření; tato opatření totiž ve svém důsledku preferovala nízko kvalifikovanou práci pomocí mzdových a dalších zvýhodnění a neregulovala kvalitativní rozvoj pracovní síly.
Vysoké emise škodlivých plynů ze spalování hnědého uhlí mělo také nepříznivý vliv na lesy. Zpráva poslance Voleníka, přednesena v roce 1990 konstatuje: „Lesní oblasti Krušných hor, které byly dlouhodobě poškozovány imisemi, byly v relativně krátké době vysokých imisí zcela zdevastovány. V rozmezí patnácti let bylo uhynulo 53 % jehličnatých porostů, především smrkových, v náhorní části Krušných hor. Vlivem trvalého působení imisí, a to jak přímou kontaminací, tak prostřednictvím kyselých dešťů došlo k výrazné degradaci chemických a fyzikálně-mechanických vlastností půdy. Trvale zhoršené prostředí pak vyloučilo z možnosti obnovy dosud zde pěstované lesní dřeviny citlivé na imise. Vlivem velkoplošného odlesnění, jež bylo vynuceno progresivně postupujícím poškozováním původních porostů, došlo ke změně účinnosti i ostatních mimoprodukčních funkcí lesa, především funkce vodohospodářské, klimatické, protierozní a nakonec i rekreační. Minimalizací retenční schopnosti lesa, jejíž devastace se projevuje řadu let přívalovými jevy, rozkolísaností odtoků a častějším výskytem maximálních průtoků (např. povodně na Jíloveckém potoce apod.), byl narušen přirozený vodní režim půd, projevovaly se časté přísušky vyvolané občasnými suchými obdobími a nebo na druhé straně, v době četných srážek, výskyty zamokřování a zabahňování lesních půd. Projevovaly se trvalé poruchy nejen v mikroklimatických podmínkách, a to je vážnější, i poruchy mezoklimatu krajiny.“

## Zásoby uhlí „za limity“
Celkově jsou limity vázány zásoby o objemu cca 0,9 mld. tun, z toho 0,75 mld. tun připadá na lom ČSA, 0,1 mld tun na lom Bílina. Zatímco v případě lomu Bílina umožňují současné limitu těžbu až do roku cca 2030 (při prolomení limitů by se mohla těžba prodloužit do roku 2040 až 2055 dle objemu těžby), v případě lomu ČSA by bez prolomení limitů musela být ukončena těžby již v roce 2022-2025, zatímco při plném prolomení limitů by mohla těžba pokračovat až do roku 2120. Prolomení limitů na lomu Bílina by neznamenalo likvidaci žádné z obcí, v případě prolomení limitů na lomu ČSA by došlo k likvidaci obce Černice, podle varianty prolomení limitů k úplnému, či částečnému likvidaci města Horní Jiřetín, významnému ohrožení některých částí města Litvínov, kde byl se těžba přiblížila na vzdálenost 500 m od obytných domů na sídlišti Janov, likvidaci chemických závodů v Litvínově (v roce 2065) a ke konci těžby by se lom opět přiblížil i k městu Most.

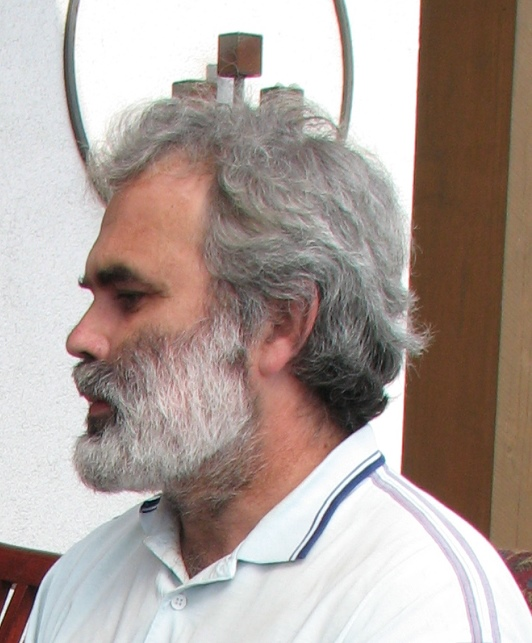
Starosta Horního Jiřetína Vladimír Buřt

Zásoby uhlí pod vlastním městem Horní Jiřetín nejsou obrovské (ve druhé etapě je cca 280 milionů tun nejvýhřevnějšího hnědého uhlí v Evropě - zásoba na 50 let ), protože velká část katastru obce je vytěžena, jednak v rámci původního velkolomu Obránců míru a jednak hlubinnou těžbou (která dovolila získat až 70 % zásob), která zde probíhala až do konce 80. let 20. století. Také přímo na území obce se těžilo hlubinným způsobem od poloviny devatenáctého do poloviny dvacátého století. Město tak tvoří především překážku toho, aby těžební fronta přešla z prostoru dnešního lomu ČSA do prostoru velkých zásob uhlí pod hornojiřetínskou výsypkou, tedy v území mezi Chemopetrolem a západní částí Jiřetína.

## Argumenty pro a proti zachování limitů

### Zaměstnanost

#### Pro zachování limitů
- Zachování pracovních míst v městech Horní Jiřetín (celkem 811 pracovních míst v roce 2013)[10][11]. Těžební společnost nicméně prohlásila, že v případě prolomení limitů by se Horní Jiřetín přestěhoval a společně s ním by se přemístila i všechna pracovní místa.[zdroj⁠?!]
- V průmyslové zóně Litvínov-Záluží (4 153 pracovních míst v roce 2013).[12][13] K Záluží by se ovšem lom měl přiblížit až někdy v roce 2065, a to na vzdálenost několika stovek metrů. 2. etapa těžby tedy chemičku bezprostředně neohrožuje.[14] Z výroční zprávy společnosti Unipetrol nicméně vyplývá, že v areálu v Záluží pracuje zhruba jen 2 700 zaměstnanců - ostatní zaměstnanci pracují v jiném kraji, případně jiném státě.
- Pokud nebudou prolomeny limity, může kraj rozvíjet energetickou efektivitu a obnovitelné zdroje. Experti spočetli, že by bylo možné vytvořit dalších 2 300 pracovních míst v oblasti úspor energetické náročnosti a nově budovaných obnovitelných zdrojů (např. větrná energie až 117 pracovních míst) [15]

#### Proti zachování limitů
- Zachování pracovních míst – v Lom ČSA pracuje 851 zaměstnanců společnosti Severní energetická[13] Podle stránek Severní energetické pracuje na dole ČSA celkem 1359 zaměstnanců skupiny Severní energetická, kromě toho 432 zaměstnanců dodavatelských společností, dalších 4477 pracovních míst je navázáno formou subdodávek mimo vlastní těžební činnost. V případě prolomení limitů počítá Severní energetická s vznikem dalších 1674 pro rozšíření těžební činnosti, a dalšími 4185 místy pro další činnosti (výstavba nové obce, přeložky komunikací a sítí apod.[14]

- V okrese Most je 10 000 nezaměstnaných (počet obyvatel bez cizinců se snižuje) a nezaměstnanost se pohybuje kolem 13 %.[16]
- Objem těžby uhlí se bude v regionu i při prolomení limitů výrazně snižovat a propuštění horníci budou velmi těžko hledat uplatnění.[zdroj⁠?!] Z regionu s měsíční krajinou se může velmi rychle stát oblast mrtvá, nebezpečná a pro život nevhodná.[zdroj⁠?!] Průmyslová zóna Joseph na okraji Mostu zatím není příliš obsazená a v době krize o ní investoři neměli velký zájem.[17]
- Bez prolomení limitů dojde veškeré hnědé uhlí po roce 2050 - objem těžby bude v každém případě klesat. Dle Studie stavu teplárenství od VŠE Praha pro MPO pracuje přímo při těžbě hnědého uhlí v celém Ústeckém kraji 10 880 zaměstnanců, vázaná zaměstnanost je pak 8 160 osob. V teplárenství v Ústeckém kraji pak 7 969 osob, vázaná zaměstnanost je pak 6 672 osob. Celkově se jedná o ztrátu 33 972 pracovních příležitostí do konce roku 2050 v kraji potýkající se dlouhodobě s vysokou nezaměstnaností.[18]
- Přeprava hnědého uhlí ovlivní pracovní příležitosti ve vnitrostátní železniční dopravě. Podíl přepravy hnědého uhlí se na nákladní železniční dopravě klesl v roce 2013 na 18,7 %.[19]
- Dle studie publikované Andrejem Babišem by se objem roční těžby na lokalitě ČSA musel zvednout ze současných 2,5 miliónů tun uhlí na 6 milionů, roční objem těžby nadloží na zhruba trojnásobek na 30 miliónů tun ročně. Takový enormní nárůst by z logiky věci musel přinést společně se zachováním pracovních míst i několik tisíc nových pracovních míst (na minimálně 40 let) bez jakékoliv investiční pobídky státu.[zdroj⁠?!]

### Ekonomika

#### Pro zachování limitů
- "Vláda musí podporovat vznik nových pracovních míst v oborech, jako jsou úspory energií, modernizace budov, nové technologie, a ne za obrovských celospolečenských nákladů držet nad vodou nekonkurenceschopná odvětví" uvádí předsedkyně Strany zelených.[20]

#### Proti zachování limitů
- Teplárny naznačují, že prolomení územních limitů těžby hnědého uhlí je nezbytné pro zachování nízkých cen tepla.[21]
- Zachování zisků soukromých těžařských společností Severní energetická a Czech Coal – za léta 2009–2012 činil čistý zisk společností skupiny Czech Coal 17  miliard Kč (vyplacených na dividendách), na mzdy zaměstnanců bylo vynaloženo necelé 3 mld. Kč, za vydobytý nerost bylo státu a obcím zaplaceno 0,4 mld. Kč, na veškerých daních bylo státu odvedeno cca 10 mld Kč.[22]
- Je lepší čerpat z vlastních zdrojů, než nakupovat[23]. Netěžit obrovské a nejkvalitnější ložisko hnědého uhlí v Evropě, které se nachází v lomu ČSA, je u zadluženého státu ve středu Evropy obrovským luxusem (uhlí patří státu). Stát by se měl chovat jako řádný hospodář - občan zatížený hypotékou a dalšími půjčkami by si určitě drahý automobil na solární pohon také nekupoval.[zdroj⁠?!]
- Těžba uhlí znamená příjem nemalých finančních prostředků do státní pokladny. Na dani z příjmu zaplatily těžařské firmy v roce 2010 cca 2,4 miliardy Kč (z toho Litvínovská uhelná 216 mil. Kč). K tomu patří další miliardy za zdravotní a sociální pojištění (Litvínovská uhelná 104 mil. Kč), odvod DPH apod. Odvody státu za těžbu nerostu v roce 2010 1,2 mld. Kč. (Litvínovská uhelná 46 mil. Kč) (Údaje o příjmech se však vztahují na všechny těžařské firmy v ČR).[23]

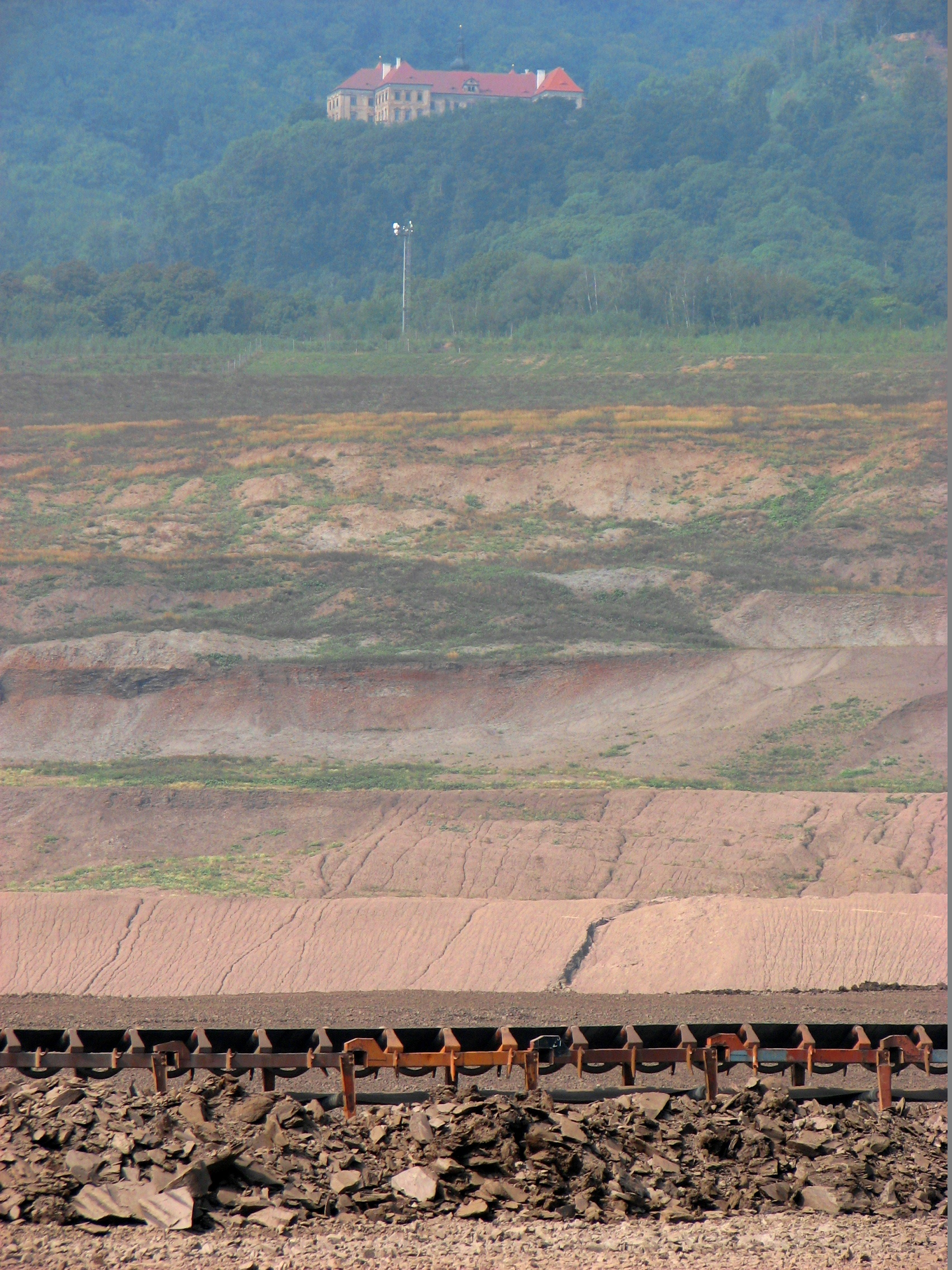
Pohled na Zámek Jezeří ze dna lomu ČSA

- Dle mluvčí Severní energetické "Zachování levného tepla pro čtyři miliony lidí v ČR... Konec uhlí z lomu ČSA znamená konec nejlevnějšího tepla pro polovinu Prahy, pro Strakonice, Otrokovice a další města a podniky"[24]
- Současný poměr palivového mixu pro centralizované i decentralizované zásobování (CZT + DZT celkem) je 44/42/14 (uhlí/ZP/ostatní). Spektrum možných scénářů disponibility paliv bude limitováno z jedné strany poměrem 40/40/20 (scénář „Uhlí) a z druhé strany poměrem 20/60/20 (scénář „ZP“). Přechod na variantu ZP obnáší investice ve výši 100 az 150 mld. Kč.[25]
- Dle Studie stavu teplárenství, zpracované v roce 2010 VŠB-TU Ostrava a VŠE Praha, by mělo, vzhledem ke ztrátě pracovních příležitostí, docházet k nákladu státního rozpočtu v rozmezí 1,25-2,5 miliardy Kč ročně.[26]

### Energetická bezpečnost

#### Pro zachování limitů
- Kdyby bylo veškeré uhlí vytěžené v severních Čechách použito na výrobu elektřiny, bylo by to méně, než je roční vývoz elektřiny z České republiky[27]
- Podle potenciálů propočítaných Pačesovou komisí jsou možnosti zateplování českých domů cca pětkrát větší než energie, kterou bychom získali rozšiřováním uhelných dolů na Mostecku a bouráním dalších vesnic.[27] Dle studie Enviros[zdroj⁠?!] a vyčíslení nákladu dle časopis Euro[zdroj⁠?!] by úspora 124 PJ při vytápění obytných domů přišla na astronomických 2 258 miliard korun, jak uvádí bloger Nejedlý.[28]
- V dalších desetiletích přijde nutně další útlum uhelné energetiky a uhlí získá ve stále větší míře charakter cenné chemické suroviny pro inteligentnější využití, než masivní pálení s nízkou účinností a vývoz elektřiny a tím i životního prostředí kraje do zahraničí.[29]

#### Proti zachování limitů
- Hnědé uhlí je v současné době naším rozhodujícím zdrojem energie. Podíl našeho uhlí na výrobě energie je cca 60 %. Díky vlastním zásobám uhlí patří Česko v Evropské unii mezi státy s nejvyšší energetickou nezávislostí. Podíl uhlí na výrobě energie se ovšem postupně snižuje a stoupá podíl plynu a ropy, v jejichž případě jsme zcela závislí na dovozech ze zahraničí (hlavně z Ruska).[30]
- Podíl obnovitelných zdrojů na získávání energie je stále zanedbatelný, zásoby ropy či plynu nemáme a stavba dalších jaderných elektráren je v současné politické situaci v Evropě obtížná. Dovoz pak znamená obrovské finanční náklady.[30][31]
- Nedostatek hnědého uhlí pro místní zdroje, způsobený konkurenčním bojem mezi těžařskými společnostmi, je řešen firmou EPH, vlastnící lom Mibrag v Německu, dovozem uhlí z tohoto dolu pro elektrárnu Opatovice a United energy. Objem dovozu tohoto nepříliš kvalitního uhlí s vysokým obsahem vody v roce 2013 byl 161 tis. tun. V Německu proti vývozu uhlí do zahraničí sílí protesty.[32] V Německu se často neplatí poplatek za vydobytý nerost.[zdroj⁠?!]
- Podle ministra Mládka by prolomení limitů Dolu Bílina zajistilo práci pro další generaci lidí v letech 2030 až 2055 a navíc teplo pro čtyři miliony lidí závislých na centrálních výtopnách.[zdroj⁠?!]
- Dle místopředsedy Teplárenského sdružení Tomáše Drápely dojde bez uhlí k rozpadu centrálního zásobování teplem a lidé začnou používat s ohledem na cenu lokální plynová topidla.[33]
- V roce 2013 nabídli majitelé 51% podílu v těžební organizaci těžící na lokalitě ČSA českému státu. Vysoce ziskovou firmu navíc při neprolomení limitů čekají nejvýnosnější roky těžby. Poslední roky životnosti lomu se již dotěžuje uhlí bez nákladů na těžbu nadloží.[zdroj⁠?!] Při prolomení limitů by majitelé museli investovat 45 miliard do obnovy technologie, vypořádání střetu zájmů a taková investice by měla návratnost v řádu desítek let.[zdroj⁠?!]
- ztrátová OKD plánuje do roku 2023 snížit objem těžby černého uhlí (hlubinná těžba) ze současných 8 miliónů na 2 milionu tun černého uhlí ročně. Tomu zvýšení závislosti ČR na dovozu paliva (15% tepla v CZT je vyráběno z černého uhlí).[zdroj⁠?!]

### Životní prostředí

#### Pro zachování limitů
- Zabránění vzniku ekologických škod ve výši 1,2 bilionu Kč (škody na zdraví, lesích, zemědělství a klimatu) které by vznikly díky emisím z předpokládaných zásob 750 mil. t. hnědého uhlí[34][35] Studie, která dospěla k této částce byla ovšem mnohokrát zpochybněna.[zdroj⁠?!] Objednavatelem této studie byla organizace Greenpeace. Studie naprosto ignoruje fakt, že část externalit si teplárny a elektrárny platí formou emisních povolenek a určitý podíl investují do ekologické modernizace v letech 2013-2020.[zdroj⁠?!] Navíc pro takový výpočet je potřeba znát několik základních vstupů při spalování hnědého uhlí za 80 let jako například budoucí zdroje, účinnost, ignoruje možnost technologie CCS.[zdroj⁠?!]
- Povrchová těžba uhlí s jejími ohni, zápary, prašností a hlukem jsou spolu s energetikou a chemickým průmyslem na ně navazujícími i dnes zdrojem znečištění ovzduší, půdy i vod.[29] V návaznosti na modernizaci a ekologizaci provozu je ovšem tato zátěž mnohokrát nižší než v minulosti.[zdroj⁠?!]

#### Proti zachování limitů
- Negativní vlivy těžby jsou mnohdy značně přeceňovány, je skutečnost, že se těžba uhlí podílí na produkci nebezpečných anorganických látek pouhými 2 % („nejproduktivnější“ jsou v tomto ohledu činnosti spjaté s odpadními vodami).[36]

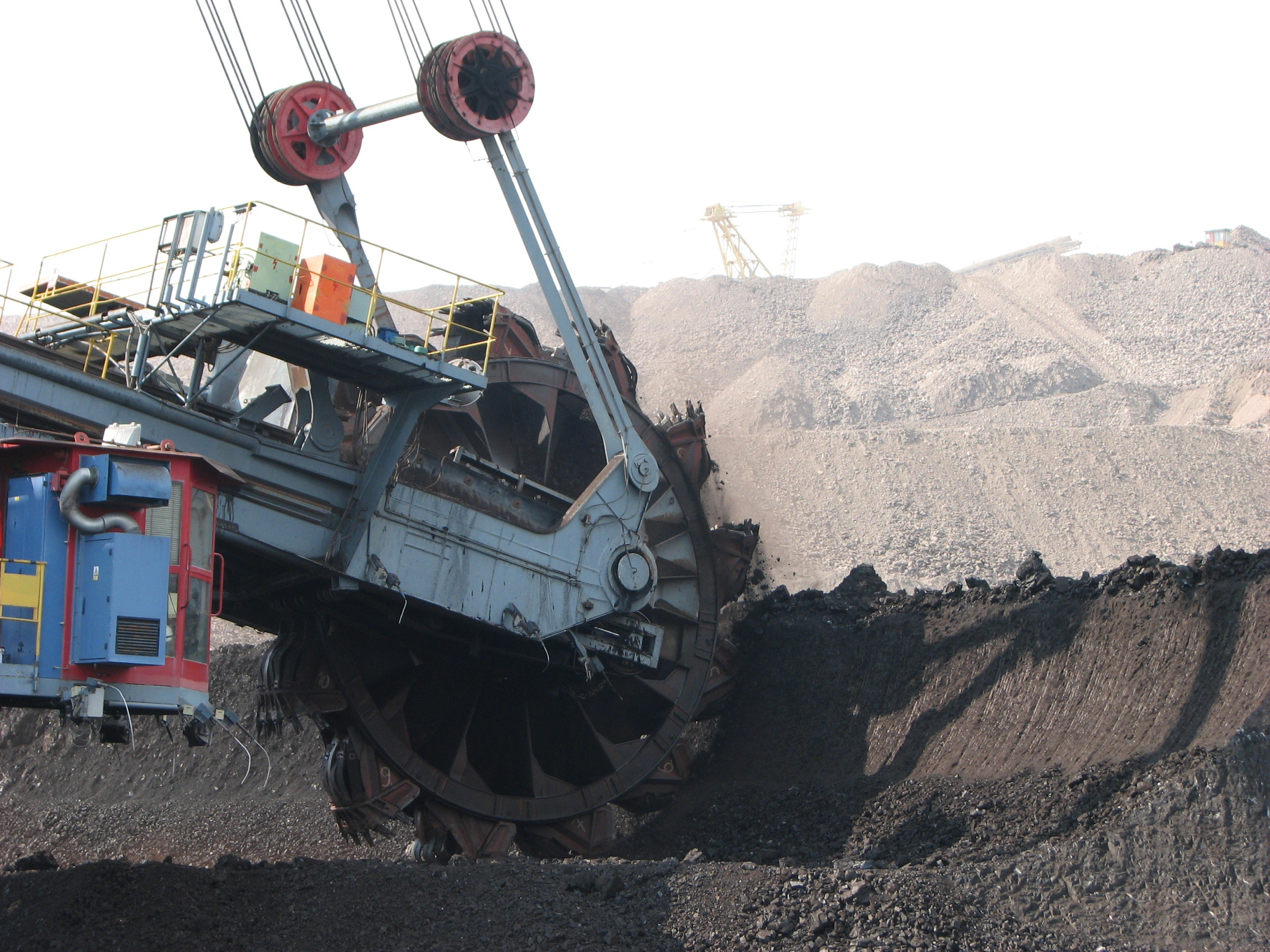
Kolesové rypadlo na dole ČSA

- Na znečišťování ovzduší se na emisích polétavého prachu menším než 2,5 mikrometru podílí nejvíce lokální topeniště (59,5%). Průmyslové spalovací procesy se podílí 2,2% a například zemědělství, lesnictví a rybolov se podílí 6,1%.[37] Pro životní prostředí je výhodnější maximálně podporovat centrální zásobování teplem za cenu, která nedonutí odběratele se odpojovat a vytvářet vlastní lokální topeniště. Uhlí z lokality Bílina i Armáda jsou vzhledem k výhřevnosti nejvhodnější, cenu českého uhlí pak má stát možnost korigovat.[zdroj⁠?!]

### Krajina

#### Pro zachování limitů
- I když jsou po těžbě postupně prováděny rekultivace a krajina dostává novou tvář, nedochází k tomu, s čím se počítalo před 45 lety při otevírání velkých lomů - tedy vznik kulturní krajiny včetně obnovy obcí, které byly původně zlikvidovány. Nynější nařízení Báňskéhu úřadu nedovoluje na rekultivovaném území stavět – má nadále statut dobývacího prostoru.[38]
- Zčásti obnažené svahy Krušných hor nejsou plně stabilní, signalizují to mimo jiné větší či menší svahové pohyby, a geologové dlouho upozorňují na možnosti vážných sesuvů. Další těžba může toto nebezpečí výrazně zvýšit.[21]
- Díky odvedení vod stékajících z hor mimo těžební prostory hrozí místní nedostatek vody v některých oblastech podhůří.[29]

#### Proti zachování limitů
- Těžba krajinu nepoznamenává trvale, jedná se vlastně o dlouholetý technologický postup, na jehož konci je rekultivovaná krajina, mnohdy hezčí než ta původní a častokrát nabízející kromě nových krajinných prvků (jezera atd.) také například rekreační plochy pro obyvatele.[36]
- Při realizaci varianty minimálního uvolnění území za limity k těžbě se plocha báňské činnosti zvýší o 13,2 km2, tj. o 0,24 % rozlohy Ústeckého kraje. Rozloha území zabraného pro báňské účely se sice zvýší postupně až na 163,3 km2 (3,04 % kraje), ale postupující rekultivací ploch uvolněných z těžebního procesu se bude průběžně opět snižovat.[zdroj⁠?!]
- Těžba se v roce 2011 přiblížila k Hornímu Jiřetínu (Černicím na 500 metrů). Přesto nedocházelo ke stěhování obyvatel a život v Horním Jiřetíně si většina obyvatel pochvalovala a stěhovat se nechtěla.[zdroj⁠?!] Obec dle zákona inkasovala odvody z vydobytého nerostu (zhruba 100 000 Kč na každého obyvatele v průběhu těžby)[zdroj⁠?!] a obec se během několika let výrazně zvelebila.[zdroj⁠?!]
- Na prolomení limitů vsadili také někteří spekulanti, kteří vykupují domy. Podnikatel Milan Nečas už v Horním Jiřetíně do března roku 2015 vykoupil více než 120 rodinných domů, 40 dalších staveb a 15 hektarů pozemků, tedy skoro 20 % města.[39] Tento poměr také odpovídá výsledku posledních obecních voleb, kdy cca 20 % obyvatel volilo strany, podporující likvidaci Horního Jiřetína.[40][41]

## Zastánci a odpůrci limitů

### Zastánci zachování limitů
Vědecká obec
- Komise pro životní prostředí AV ČR[42][29]

Obce a jejich zastupitelstva
- Město Horní Jiřetín[13] – obyvatelé přání zachování limitů vyjádřili také přímo v místním referendu, které se konalo 25. února 2005, kdy se referenda zúčastnilo 75 % všech obyvatel města a pro zachování limitů se vyslovilo 96 % z nich.[43]
- Město Litvínov – obyvatelé přání zachování limitů vyjádřili v místním referendu, které se konalo 1. prosince 2006, kdy se referenda zúčastnilo 38,23 % obyvatel, pro zachování limitů se vyslovilo 95,46 % z nich. K referendu, které se konalo 5 týdnů po komunálních volbách a zúčastnilo se ho víc voličů, než komunálních voleb. Výsledky referenda nejsou právně závazné.[44] Nesouhlas s prolomením limitů potvrdila svým usnesením zastupitelstvo města.[45]
- Město Hora Svaté Kateřiny[46]

Státní organizace a úřady
- Vláda Petra Nečase[47]

Politické strany
- Strana zelených[48] [20]
- Věci veřejné[49]
- Liberálně ekologická strana

Nevládní neziskové organizace – spolky
- Ekoforum pánevní oblasti Severočeského kraje[50][7]
- Greenpeace ČR[51]
- Hnutí DUHA[52]
- Společnost pro trvale udržitelný život[53][54]
- Občanské sdružení Kořeny[55]
- Limity jsme my
- SK Bivoj Litvínov[56]

Osobnosti
- Václav Havel[57]
- Josef Vavroušek[50]
- Bedřich Moldan[21]
- Milan Šťovíček[58]

- Ivan Dejmal[50]
- Petr Pithart[50]
- Martin Bursík[59]
- Andrej Babiš[60]
- Martin Říha[50]

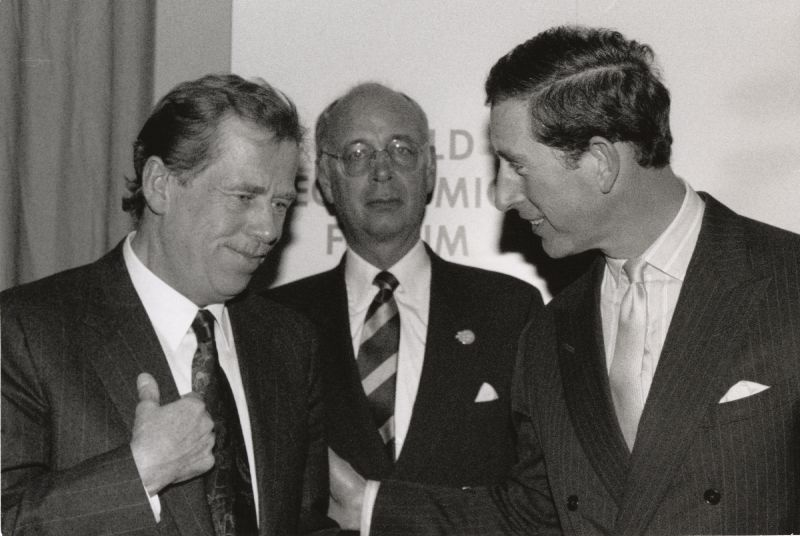
Václav Havel navštívil s princem Charlesem Jezeří v roce 1991

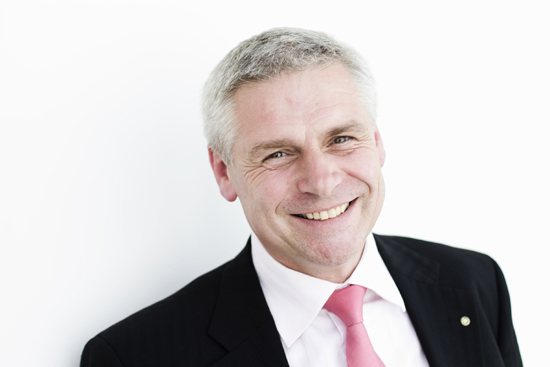
Poslanec a bývalý starosta Litvínova Milan Šťovíček

- Vladimír Buřt – za boj za zachování limitů dostal Cenu Josefa Vavrouška
- Petr Pakosta – za boj za zachování limitů dostal Cenu Josefa Vavrouška
- Martin Maxa[44]
- Robert Reichel[44]
- Ibra Ibrahimovič[44]
- Hana Krejčová – kastelánka Zámku Jezeří[24]
- Přemysl Rabas[61]

### Odpůrci zachování limitů
Soukromé komerční organizace
- Severní energetická
- Czech Coal
- Severočeské doly

Politické strany
- Komunistická strana Čech a Moravy[49]

Nevládní neziskové organizace – spolky
- FK Baník Most 1909[56]
- Fotbalová akademie Josefa Masopusta[56]

Odbory
- Českomoravská konfederace odborových svazů (ČMKOS)[62]

Osobnosti
- Jiří Paroubek[57] - prolomení limitů podmiňoval referendem
- Miloš Zeman[63]
- Martin Kuba[64]
- Jan Bureš[49]
- Oldřich Bubeníček[65]
- Alena Vitásková[66]
- Josef Středula[67] – předseda Českomoravské konfederace odborových svazů
- Vladimír Slivka - děkan HGF - VŠB-TU Ostrava

## Historický vývoj sporů o prolomení limitů

### 1998
V roce 1998 předložil Český báňský úřad do vlády návrh na zrušení limitů těžby. Návrh nebyl přijat.

### 2005
V roce 2005 se premiér Jiří Paroubek vyjádřil pro zrušení těchto limitů, což zahájilo diskuzi o jejich budoucí existenci. Většina politiků však názor tehdejšího ministerského předsedy nesdílí a s rušením nepočítá. K nejvýraznějším kritikům prolomení limitů patří představitelé ohrožených obcí (např. Litvínov, Horní Jiřetín, Černice), občanských sdružení (např. Kořeny) a ekologických nevládní organizací (např. Greenpeace, Hnutí Duha, STUŽ) i Strana zelených, která měla jejich zachování mezi prioritami svého volebního programu pro parlamentní volby v roce 2006.
Případné rozšíření těžby uhlí by zasáhlo i některé obce, např. Horní Jiřetín a Černice, pod kterými se dosud nevytěžené uhlí nachází. Jejich obyvatelé již dlouho bojují proti prolomení limitů, které by způsobily zánik těchto obcí; Severní energetická jim naopak nabízí náhradní bydlení na zcela jiné úrovni než v dřívějších dobách a argumentuje významností dosud nevytěženého uhlí.

### 2007
Podporu částečného prolomení limitů těžby vyjádřil na konci února 2007 ministr průmyslu a obchodu Martin Říman, který navrhl obnovu těžby u Mariánských Radčic a Lomu (oblast bývalých Libkovic), tj. v oblasti, kde těží firma Severočeské doly. K obcím by se těžba přiblížila na 800, resp. 500 metrů. Římanův návrh byl v rozporu s koaliční smlouvou druhé Topolánkovy vlády, ve které byl výslovný závazek zachovat limity těžby hnědého uhlí.

### 2008
V březnu 2008 zahájily organizace Greenpeace, Hnutí Duha a Kořeny kampaň nazvanou „Život začíná – těžba končí“, jejímž cílem je přispět k tomu aby, krajské zastupitelstvo navrhlo vládě odpis uhelných zásob za limity těžby.
Na konci září 2008 Rada Ústeckého kraje podpořila odpis zásob hnědého uhlí pod městem Horní Jiřetín a pověřila krajského hejtmana, aby jej prosazoval při jednáních s vládou a dalšími ústředními orgány státní správy.
V říjnu 2008 vládou jmenovaná energetická komise vedená Václavem Pačesem v žádném scénáři dalšího energetického vývoje nepočítá s využitím dostupných zásob uhlí za limity těžby, které v roce 1991 stanovila vláda Petra Pitharta, aby ochránila severočeské obce před rozšiřováním povrchových dolů.

### 2010
V roce 2010 jsou limity těžby jedním z hlavních témat předvolebního boje v Ústeckém kraji. Z lídrů kandidátek se pro prolomení limitů vyslovil předseda ČSSD Jiří Paroubek, pokud si to budou přát obyvatelé kraje v referendu. Proti tomu se staví zejména lídr zelených Martin Bursík, který potřebě prolomit limity těžby oponuje a tvrdí, že největším tématem parlamentních voleb v roce 2010 bude právě osud severočeských obcí stojících na hnědém uhlí.
Komise pro životní prostředí Akademie věd České republiky v březnu 2010 ve svém stanovisku doporučila minimálně v příštích 20 letech zachovat současné územní ekologické limity těžby. Zároveň nedoporučila trvat na úplném odpisu zásob uhlí za limity a navrhuje jejich převedení do nebilančních zásob pro možné budoucí jiné využití než jako paliva. Komise ve svém stanovisku poukázala na zvýšenou nemocnost, snížený věk dožití a zpomalený vývoj dětí v oblasti a upozornila i na problémy s obnovou lesních porostů i rizika z hlediska geologické nestability podloží.
V červnu 2010 se při vyjednávání o podobě středopravicové vlády pověření experti shodli doporučit neprolamovat limity těžby uhlí na Mostecku.
Ve svém Programovém prohlášení vyhlásila Nečasova vláda, že „Vláda se zasadí o zachování územních limitů těžby hnědého uhlí a jejich legislativní zajištění.“

### 2011
Další diskusi kolem prolomení územních limitů zahájil Ministr průmyslu a obchodu Martin Kocourek v rámci zveřejnění výsledků dvou studií o stavu teplárenství.

### 2012
Parlament České republiky přijal novelu Horního zákona, která zrušila možnost vyvlastňování kvůli těžbě. Zrušení možnosti vyvlastnění v zájmu státu si při tvorbě programového prohlášení vlády vynutil člen strany Věci veřejné a bývalý starosta Litvínova Milan Štovíček. Prezident Václav Klaus tuto novelu vetoval. 19. prosince 2012 Sněmovna Klausovo veto přehlasovala 120 hlasy.

### 2013
Prolomení limitů podpořil nově zvolený prezident Miloš Zeman. Pavel Tykač, který ovládá těžební firmu Czech Coal prodal část své skupiny – Litvínovskou uhelnou, která spravuje Lom ČSA Janu Dienstlovi a Tomáši Fohlerovi. V srpnu 2013 se tato společnost přejmenovala se na Severní energetickou. Severní energetická koupila elektrárnu Chvaletice. Týden po koupi dolu pan Dienstl oznámil, že v dolu jsou větší zásoby uhlí, než se doposud počítalo. Mirek Topolánek to komentoval slovy „Pan Dienstl je dítě štěstěny. Koupí důl a za týden v něm najde nových 23 milionů tun uhlí, a to zrovna ve chvíli, kdy kupuje elektrárnu“ Teplárenské sdružení obvinilo Czech Coal, že účelově podhodnotilo možnosti těžby a že tím podvedlo také ministerstvo průmyslu a obchodu. V březnu 2013 přišla Severní energetická s myšlenkou, že bude uhlí pod dvěma ochrannými pilíři dobývat hlubinnou těžbou, tzv. chodbicováním. V polovině listopadu 2013 vydalo ministerstvo životního prostředí souhlasné stanovisko k hlubinné těžbě, stanovilo zároveň ale 22 podmínek, které je nutné dodržet z hlediska ochrany životního prostředí.
V červenci 2013 si Litvínovská uhelná zaplatila rozsáhlý sběr dat o postojích obyvatel Horního Jiřetína u agentury STEM. I když se jedná o výzkum zaplacený dnešní Severní energetickou, jeho výsledky ukazují, že:
- za největší problém města považují obyvatelé nejistotu ohledně budoucnosti města (40 %),
- velká většina obyvatel si myslí, že vedení města (koalice stran, které nesouhlasí s limity) se snaží co nejlépe hájit jejich zájmy (78 %),
- 67 % obyvatel města se obává, že do 10 let dojde k prolomení limitů, stejné procento obyvatel se označilo za zásadní odpůrce prolomení limitů těžby,
- dobrovolně by se přestěhovalo 28 % obyvatel,
- 34 % obyvatel je rozhodnuto se v žádném případě z Jiřetína nevystěhovat,
- 65 % obyvatel je přesvědčeno, že vysídlení Horního Jiřetína nemůže proběhnout ke spokojenosti všech stran,
- 58 % obyvatel je přesvědčeno, že v případě povolení těžby s nimi nebude důlní společnost jednat otevřeně a poctivě,
- 55 % obyvatel si myslí, že za skupováním domů v Horním Jiřetíně je společná akce realitních kanceláří a Severní energetické, 8 % obyvatel je přesvědčeno, že se jedná výhradně o akci těžařů.

Po rezignaci vlády Petra Nečase nastoupila úřednická „udržovací vláda“ bez mandátu, kterou vedl Jiří Rusnok. Na začátku vlády slíbil Rusnok, že jeho vláda nepřijme rozhodnutí o limitech. V listopadu 2013 ovšem došlo k obratu v názoru na prolomení limitů a na popud prezidenta Zemana začala vláda o prolomení uvažovat. Tyto výroky byly jednoznačně odmítnuty vedením města Horní Jiřetín, které zalitovalo, že v rámci návštěvy Mostecka nenavštívil premiér také Litvínov či Horní Jiřetín a označilo ho za loutku v rukou Miloše Zemana. Rusnok nadále pokračoval ve snahách o prolomení limitů, přišel s nápadem založit společnou firmu státu a Severní energetické.

### 2014
29. ledna 2014 skončila vláda Jiřího Rusnoka, aniž stačila o limitech rozhodnout. V programovém prohlášení nové vlády Bohuslava Sobotky není závazek, že nedojde k prolomení limitů. Ministr životního prostředí Richard Brabec vyslovil v únoru 2014 přesvědčení, že vláda limity neprolomí. Více výzkumů veřejného mínění ukazuje, že většina obyvatel České republiky odmítá prolomení limitů, zvláště v případě, kdy by kvůli němu měly být bourány obce (68 %) V březnu 2014 navštívil Mostecko ministr průmyslu Jan Mládek a po návštěvě prohlásil, že by jeho vláda mohla o limitech rozhodnout v roce 2015. V červnu 2014 dostal Cenu Josefa Vavrouška Petr Pakosta za celoživotní ochranu životního prostředí v Severočeské hnědouhelné pánvi i záchranu zámku Jezeří. V říjnu 2014 vyhrály volby v Horním Jiřetíně strany, které brání prolomení limitů a získaly opět 7 křesel v 11členném zastupitelstvu stejně jako v minulých volbách. Starostou se stal Vladimír Buřt. V Litvínově byla po volbách ustavena koalice, jejímž zásadním společným zájmem je boj proti prolomení limitů.

### 2015
V lednu 2015 bylo oznámeno, že vláda bude rozhodovat mezi 4 scénáři státní energetické koncepce ve vztahu k limitům:
1. bez prolomení limitů,
2. s prolomením limitů na velkolomu Bílina,
3. s prolomením limitů na velkolomu ČSA a tzv. „malým bouráním“ Horního Jiřetíma (bourání téměř 200 domů, zbytek města a západní část Litvínova až 500 m od hrany velkolomu) a s prolomením limitů na velkolomu Bílina,
4. s úplným prolomením limitů na velkolomu ČSA a „velkým bouráním“ celého Horního Jiřetína a Černic (západní část Litvínova až 500 m od hrany velkolomu) a s prolomením limitů na velkolomu Bílina.[102]

- 27. ledna 2015 vydala Komise pro životní prostředí AV ČR již druhé stanovisko k možnému prolomení limitů, ve které se uvádí: "Všechny tyto argumenty mluví v současné době jednoznačně ve prospěch zachování územních ekologických limitů těžby v SHP přinejmenším v následujících dvou desetiletích a pro jejich zakotvení v územně plánovací dokumentaci Ústeckého kraje i obcí, na území kterých se zbývající zásoby uhlí nacházejí."[29]

- 28. ledna proběhla v Horním Jiřetíně demonstrace místních obyvatel i dalších odpůrců prolomení limitů. Účastníci označili za zcela nepřijatelné ty návrhy ministra Mládka, které počítají s prolomení limitů na Lomu ČSA.[24]

- Na 29. ledna 2015 svolal Odborový svaz pracovníků hornictví, geologie a naftového průmyslu demonstraci před ministerstvem průmyslu a obchodu.[62] Demonstrace se zúčastnilo přibližně 600 lidí. Severočeská energetická zaplatila účast na demonstraci svým pracovníkům jako odpracovanou směnu.[103][104]

- 2. února 2015 došlo k jednání tripartity nad limity. Na jednání nedošlo ke shodě nad žádnou z variant, zachování limitů velmi výrazně podpořil místopředseda vlády Babiš.[60]

- 19. října 2015 vláda na výjezdním zasedání v Ústí nad Labem posunula limity pro těžbu hnědého uhlí na lomu Bílina. Naopak na lomu ČSA, který ohrožuje Horní Jiřetín, limity zůstaly.[105]

## Mapová příloha

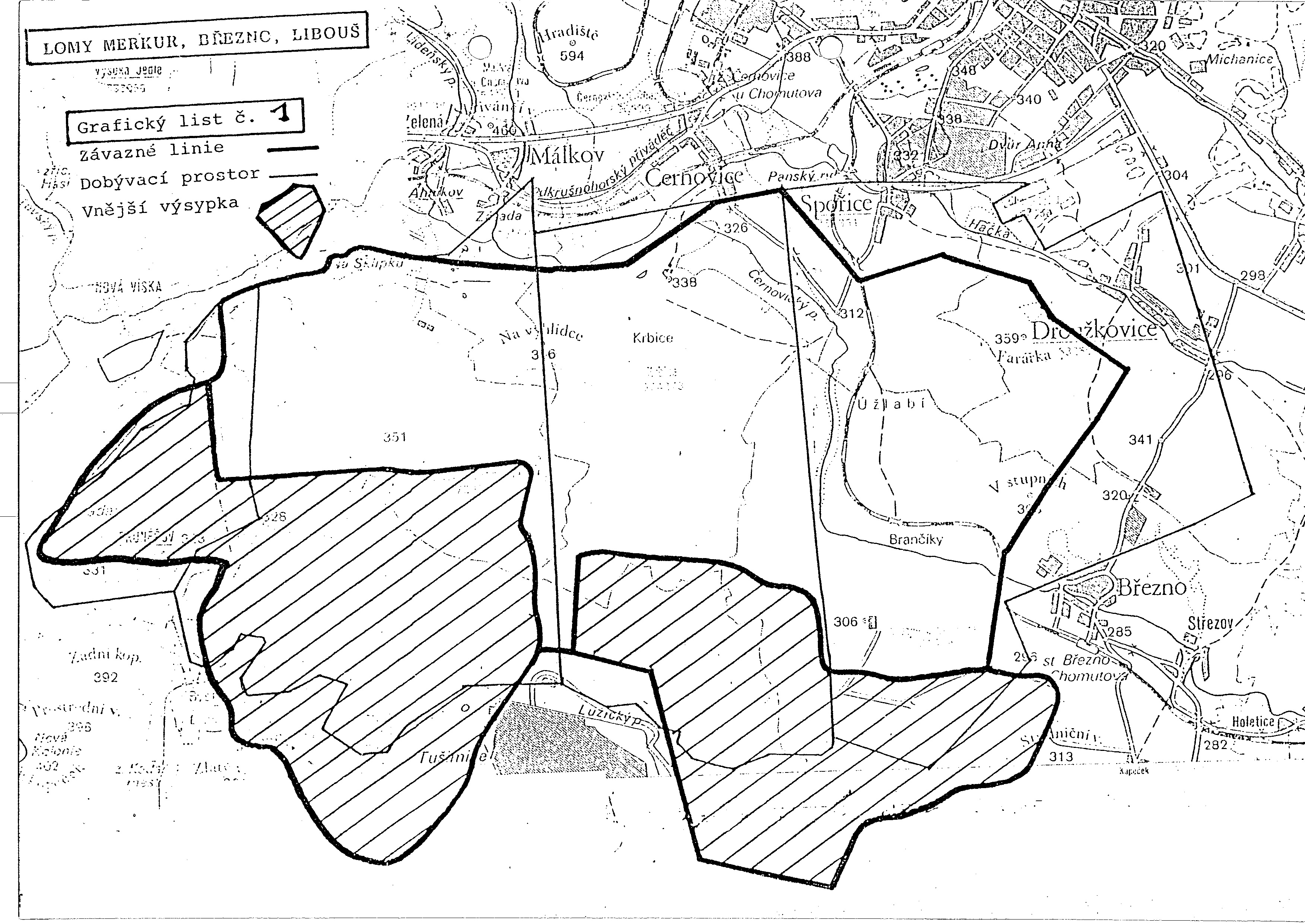
Hranice dobývacího prostoru lomů Merkur, Březno a Libouš.
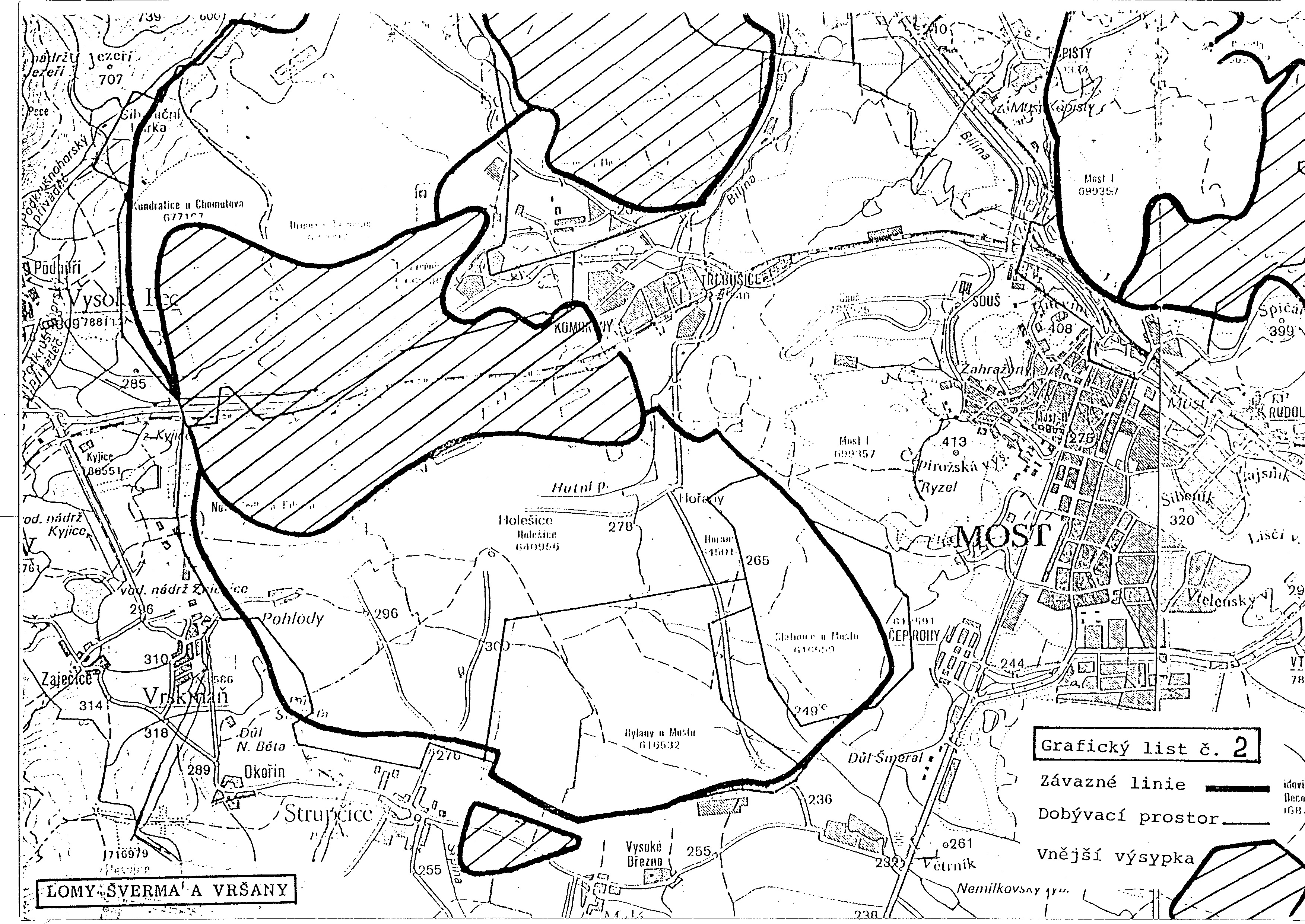
Hranice dobývacího prostoru lomů Šverma a Vršany.
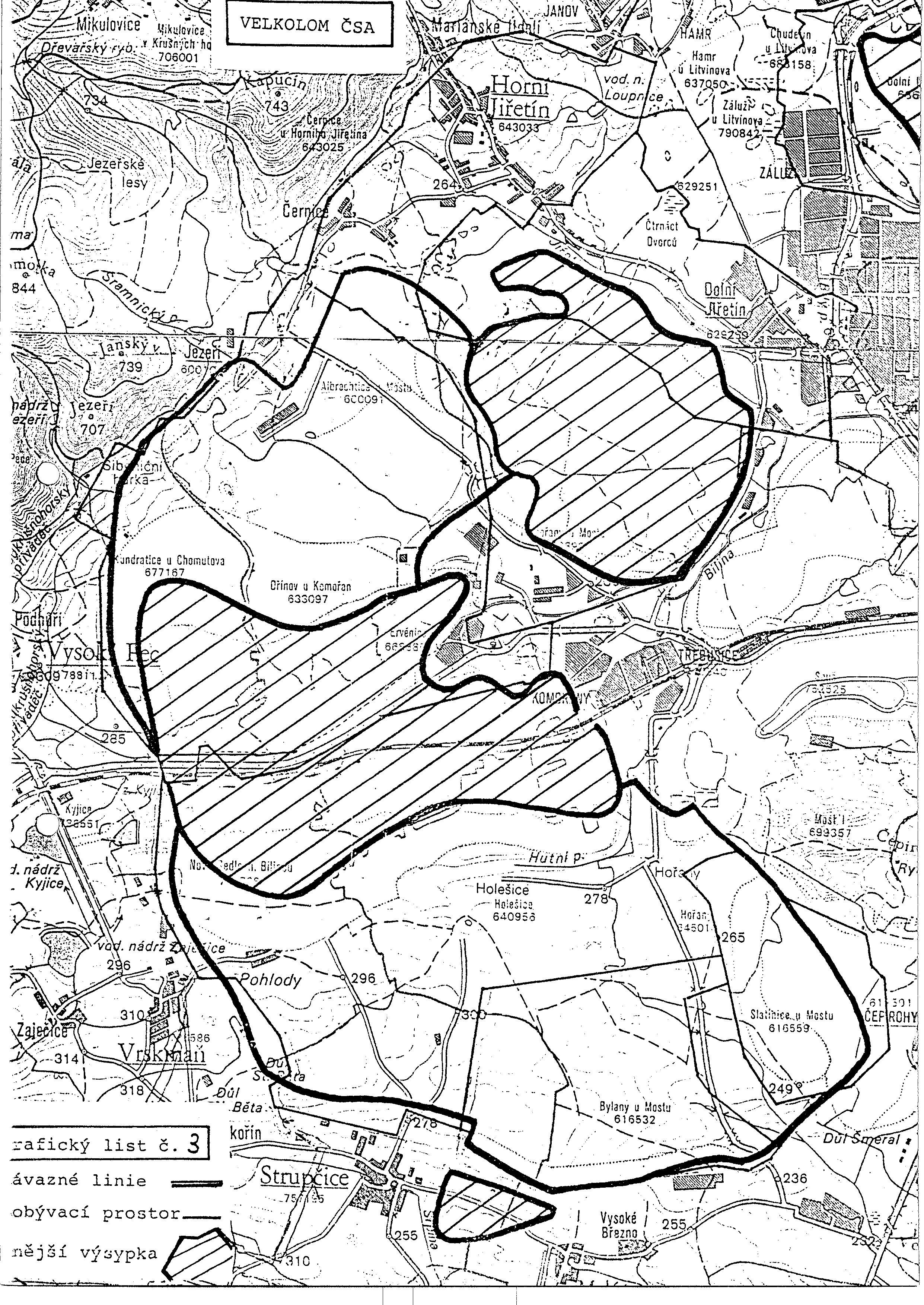
Hranice dobývacího prostoru velkolomu ČSA.
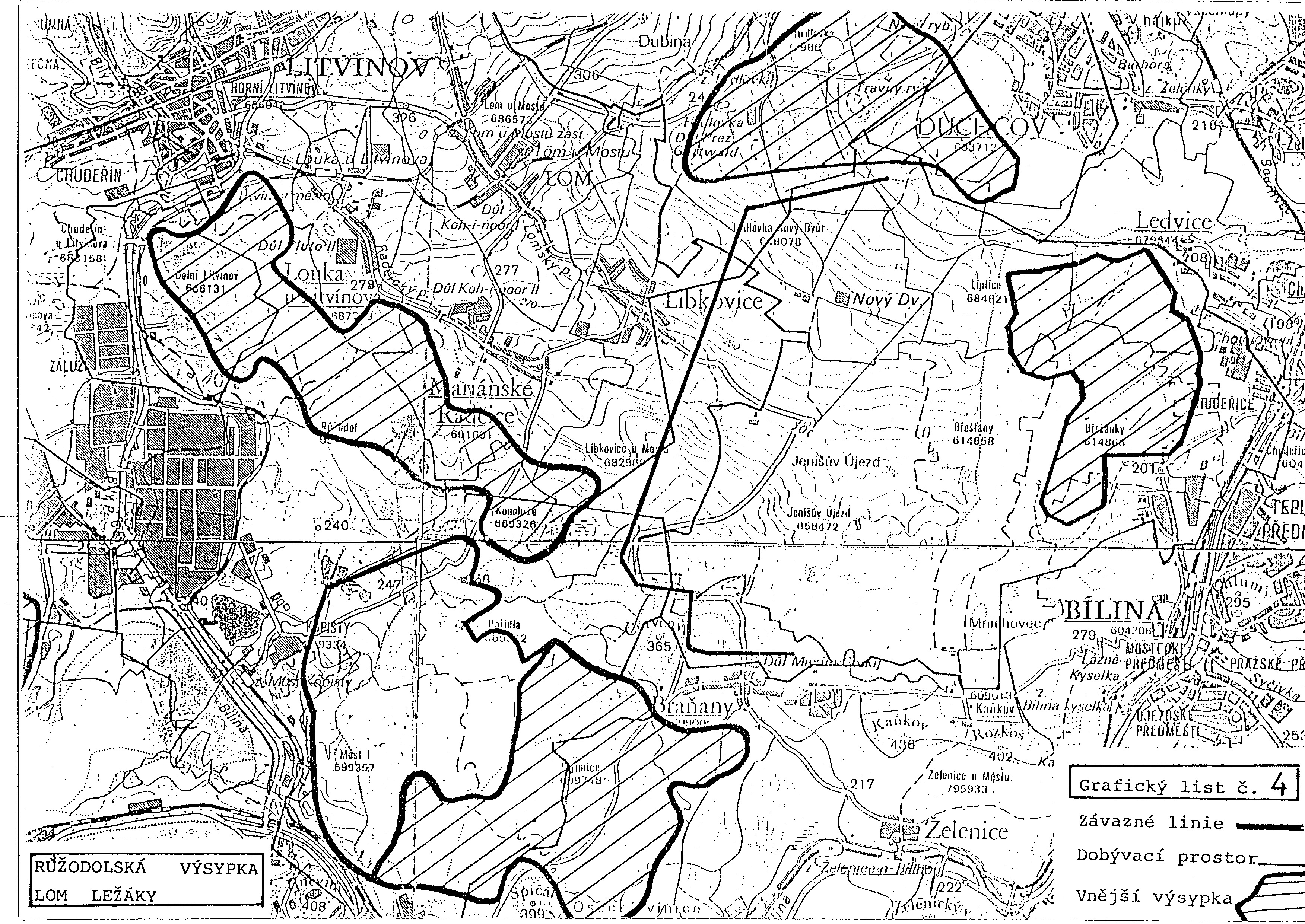
Hranice dobývacího prostoru lomu Ležáky.
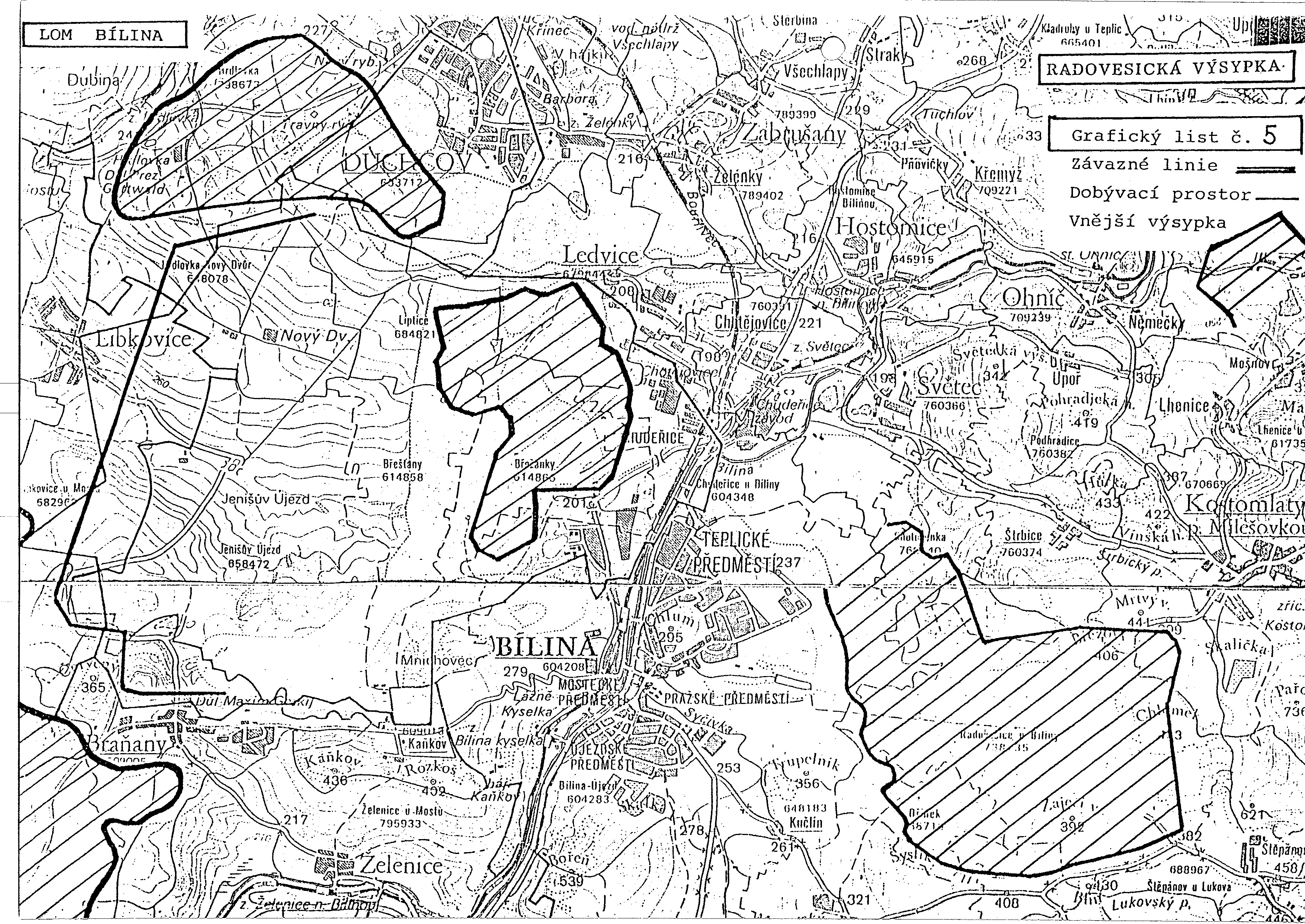
Hranice dobývacího prostoru lomu Bílina.
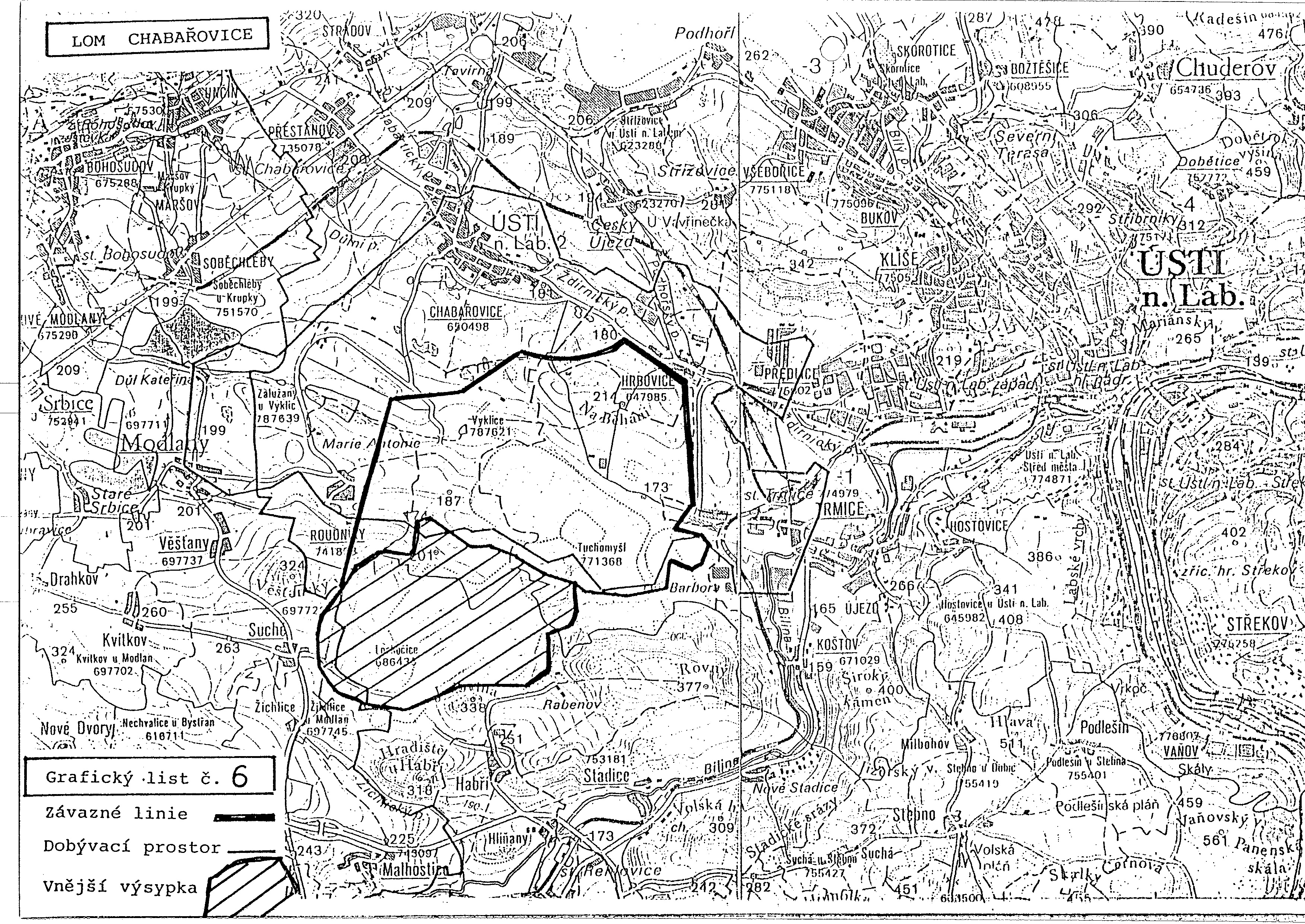
Hranice dobývacího prostoru lomu Chabařovice.

#### Vědecké články
- VALÁŠEK, Václav. Alternativní možnosti optimalizace těžby hnědého uhlí v České republice. Acta Montanistica Slovaca3, 1998, 233–243. Dostupné online.
- PECHAROVÁ, Irena Anna. Vliv postupu těžby na infrastrukturu v případě postupu těžby za územně ekologické limity v severočeském hnědouhelném revíru. 2011.
- KARLOVÁ, Michaela. Přemístění obcí v důsledku těžby za územně ekologické limity na lomu ČSA. 2007.
- DONDOVÁ, Šárka. Územně ekologické limity pro těžbu hnědého uhlí se zaměřením na mostecký region. 2008.
- OULEHLOVÁ, Erika. Posouzení náhrady za nemovitosti a pozemky v případě těžby za územně ekologické limity. 2012.
- ŠKRABAL, Petr. Vliv (stávajících) územně ekologických limitů na realizaci Státní energetické koncepce a budoucnost lomu Československé armády. 2009.
- GRÜNDL, Martin. Korekce těžebních limitů v Ústeckém kraji. 2014.
- PÁNEK, Jiří. Zvýšení nákladů na nezaměstnanost při zachování územně ekologických limitů. 2013.
- HOLÝ, Jiří. Posouzení vlivu případného zrušení limitů těžby na život obyvatel, sociálních a ekonomických aspektů přestěhování stávajících sídel do jiných lokalit. 2010.
- JIRUŠEK, Martin, et al. Debata o prolomení limitů těžby hnědého uhlí z pohledu Aktualizace státní energetické koncepce a Surovinové politiky. 2014.
- SEJÁK, Josef. Analýza disparit v pokryvu modelového území Podkrušnohoří v porovnání s Českou republikou, Dostupné online
- ČERNOCH, Filip; ZAPLETALOVÁ, Veronika; VLČEK, Tomáš. Energetická politika ČR v rozhodování politických stran: agregace a artikulace zájmů z hlediska jejich intenzity a konzistence. 2010. Dostupné online Archivováno 5. 3. 2016 na Wayback Machine.

#### Výzkumy veřejného mínění k problematice limitů
- Bourání obcí za účelem rozšiřování uhelných dolů Zachování vs zrušení limitů těžby - závěrečná zpráva - prezentace - výzkum z února 2014, agentura IPSOS, zakázka pro Greenpeace
- Bourání obcí za účelem rozšiřování uhelných dolů Zachování vs zrušení limitů těžby - závěrečná zpráva - výsledky - výzkum z února 2014, agentura IPSOS, zakázka pro Greenpeace
- Názory občanů Ústeckého kraje na vybrané ekonomické a sociální problémy regionu výzkum z července 2009, agentura Factum Invenio, zakázka Hospodářské a sociální rady Ústeckého kraje
- Průzkum "Těžební limity" Archivováno 2. 4. 2015 na Wayback Machine. - výzkum z února 2015, agentura Phoenix on-line research, zadavatel neznámý
- Výzkum IBRS - výzkum z října 2014, agentura IBRS, zadavatel neznámý